# Joseph Ngolepus

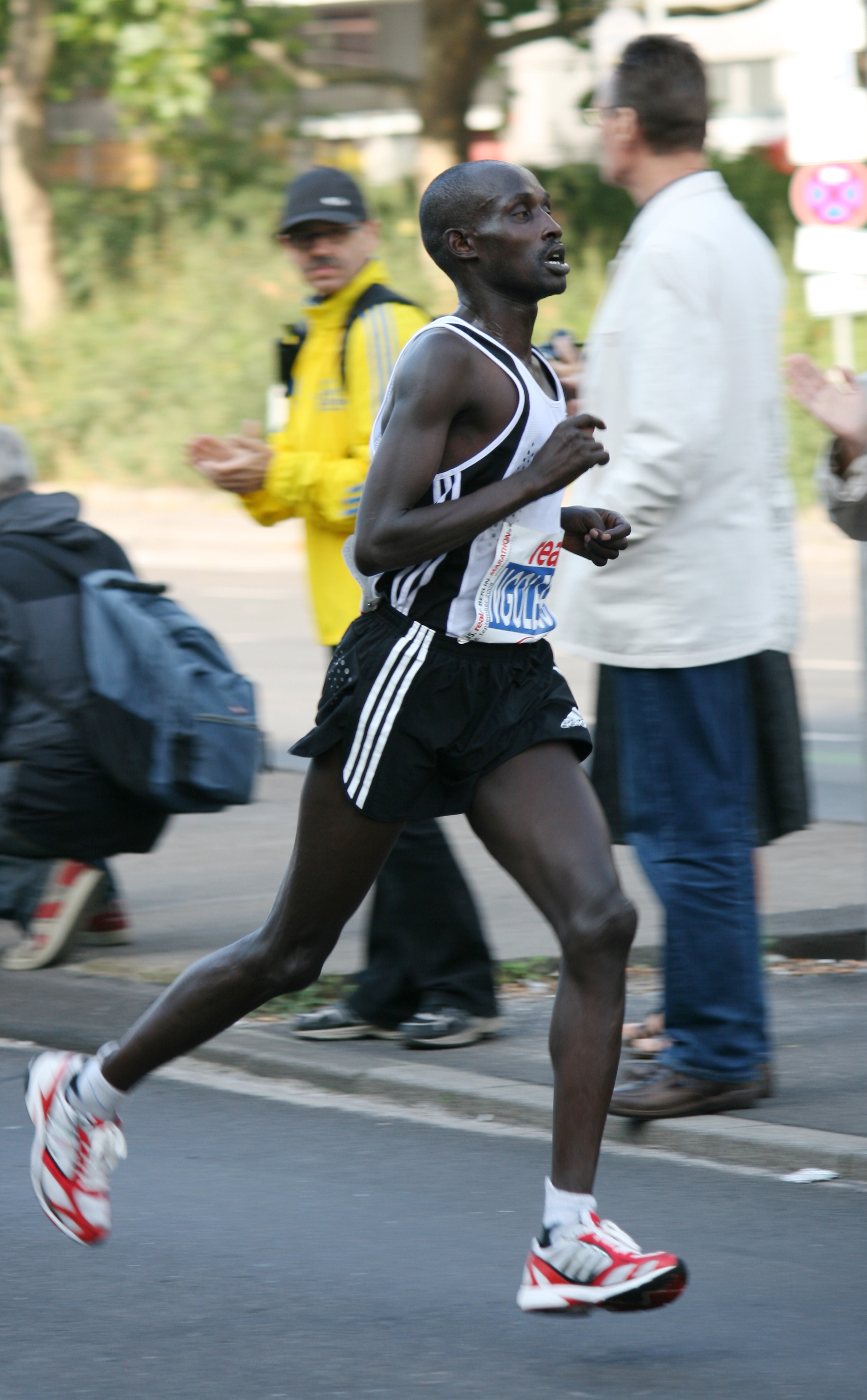
Joseph Ngolepus beim Berlin-Marathon 2008

Joseph Ngolepus (* 10. April 1975) ist ein kenianischer Marathonläufer.
Im Jahr 2000 hatte er den vierten Platz beim Rotterdam-Marathon und den ersten beim Palermo-Marathon belegt. In Deutschland wurde er bekannt durch seinen Sieg beim Berlin-Marathon 2001, bei dem er eigentlich nur als Tempomacher engagiert war. 2003 stellte er als Dritter beim London-Marathon seine Bestzeit von 2:07:57 auf, 2006 siegte er beim Madrid-Marathon und 2007 wurde er Zweiter beim Ruhrmarathon.
Als sein Manager und Trainer fungierte zeitweise Volker Wagner.